# Las Labradas
Las Labradas és un jaciment arqueològic de tipus rupestre situat a la costa del municipi de Sant Ignacio, al sud de l'estat de Sinaloa, Mèxic.
A trenta-tres quilòmetres al sud de la costa del Golf de Califòrnia està la desembocadura del riu Piaxtla, es troba un port anomenat Barras de Piaxtla. En una de les platges d'aquest port es troba un conjunt de petroglifos, alguns dels quals daten dels segles IX i X, anomenat Las Labradas. S'ha realitzat una recerca sobre els petroglifos de la regió, que van ser realitzats en la seva majoria en un cingle de roca volcànica, anomenat La Ventana. S'ha determinat que alguns dels petroglifos podrien datar de milers d'anys d'antiguitat. Per la qualitat plàstica dels glifos es considera el lloc com un dels d'art rupestre més importants del continent americà. Es troben estranyament estilitzades diverses formes de plantes, flors, peixos, éssers humans i figures zoomorfes.